# Jhinjhana
Jhinjhana là một thị xã và là một nagar panchayat của quận Muzaffarnagar thuộc bang Uttar Pradesh, Ấn Độ.

## Địa lý
Jhinjhana có vị trí 29°31′B 77°13′Đ / 29,52°B 77,22°Đ Nó có độ cao trung bình là 243 mét (797 feet).

## Nhân khẩu
Theo điều tra dân số năm 2001 của Ấn Độ, Jhinjhana có dân số 17.655 người. Phái nam chiếm 54% tổng số dân và phái nữ chiếm 46%. Jhinjhana có tỷ lệ 50% biết đọc biết viết, thấp hơn tỷ lệ trung bình toàn quốc là 59,5%: tỷ lệ cho phái nam là 57%, và tỷ lệ cho phái nữ là 41%. Tại Jhinjhana, 19% dân số nhỏ hơn 6 tuổi.